# Uda-Clocociov
Uda-Clocociov es una comuna ubicada en el distrito de Teleorman, Rumania.

## Superficie
Posee una superficie de 39,47 kilómetros cuadrados.

## Demografía
Hasta 2021 la población era de 1108 habitantes, con una densidad de población de 28,07 habitantes por kilómetro cuadrado.